# Socket AM1
Socket AM1 — торговая марка разъёма процессора Socket FS1b компании AMD, выпущенного в апреле 2014 года для настольных SoC в нижнем ценовом сегменте.
Первые совместимые процессоры AMD, спроектированные как APU, представляют собой 4 микросхемы в семействе Kabini микроархитектуры Jaguar, выпущенные на рынок под названиями Athlon и Sempron и анонсированные 9 апреля 2014.
Хотя мобильные процессоры AMD доступны в одном 722-контактном корпусе Socket FS1, но нет официальной информации о совместимости этих процессоров с Socket AM1.
Его мобильный аналог — Socket FT3 (BGA-769).

## Процессоры
| Модель                  | AMD Sempron 2650 | AMD Sempron 3850 | AMD Athlon 5150 | AMD Athlon 5350 |
| ----------------------- | ---------------- | ---------------- | --------------- | --------------- |
| Название ядра           | Kabini           | Kabini           | Kabini          | Kabini          |
| Технология пр-ва        | 28 нм            | 28 нм            | 28 нм           | 28 нм           |
| Частота ядра, ГГц       | 1,45             | 1,3              | 1,6             | 2,05            |
| Кол-во ядер             | 2/2              | 4/4              | 4/4             | 4/4             |
| Кэш L1 (сумм.), I/D, КБ | 64/64            | 128/128          | 128/128         | 128/128         |
| Кэш L2, КБ              | 1024             | 2048             | 2048            | 2048            |
| Кэш L3                  | -                | -                | -               | -               |
| Оперативная память      | 1×DDR3-1333      | 1×DDR3-1600      | 1×DDR3-1600     | 1×DDR3-1600     |
| TDP, Вт                 | 25               | 25               | 25              | 25              |
| Графика                 | Radeon R3        | Radeon R3        | Radeon R3       | Radeon R3       |